# فرودگاه ایالتی پاسیفیک سیتی
 فرودگاه ایالتی پاسیفیک سیتی (به انگلیسی: Pacific City State Airport) یک فرودگاه همگانی با کد یاتا PFC است که یک باند فرود آسفالت دارد و طول باند آن ۵۷۲ متر است. این فرودگاه در کشور ایالات متحده آمریکا قرار دارد و در ارتفاع ۲ متری از سطح دریا واقع شده است.